# Kubanski (Novopokróvskaya)
Kubanski (del ruso: Кубанский) es un posiólok del raión de Novopokróvskaya del krai de Krasnodar, en Rusia. Está situado en las llanuras de Kubán-Priazov, en la cabecera del arroyo Mókraya, un pequeño afluente del río Korsún, constituyente del río Yeya, 10 km al suroeste de Novopokróvskaya y 159 km al nordeste de Krasnodar, la capital del krai. Tenía 2 923 habitantes en 2010.
Es cabeza del municipio Kubánskoye, al que pertenecen asimismo Vperiod, Malokubanski, Séverni, Sovetski, Urozhaini y Yuzhni.

## Demografía
| 2002  | 2010  |
| ----- | ----- |
| 3 159 | 2 923 |

### Composición étnica
De los 3 159 habitantes que había en 2002, el 93.7 % era de etnia rusa, el 2.6 % era de etnia armenia, el 1.5 % era de etnia ucraniana, el 0.5 % era de etnia georgiana, el 0.2 % era de etnia bielorrusa, el 0.2 % era de etnia tártara, el 0.2 % era de etnia alemana, el 0.1 % era de etnia gitana, el 0.1 % era de etnia azerí y el 0.1 % era de etnia adigué.

## Economía y transporte
La principal actividad económica es la agricultura.
La localidad cuenta con una estación (Róvnoye) en la línea de ferrocarril Volgogrado-Salsk-Tijoretsk. Se halla en la carretera que une Novopokróvskaya y Tijoretsk, lugar donde enlaza con la carretera federal M-29 Cáucaso Pávlovskaya-frontera azerí.